# Както горе, така и долу
„Както горе, така и долу“ (на английски: As Above, So Below) е американски филм на ужасите от 2014 г., на режисьора Джон Ерик Даудъл, който е съсценарист със брат си Дрю. Филмът е продуциран от „Леджендари Пикчърс“ и е разпространен от „Юнивърсъл Пикчърс“, който го прави първият филм в сделката на „Леджендари“ с „Юнивърсъл“. Филмът е пуснат на 29 август 2014 г., и във филма участват Пердита Уийкс, Бен Фелдман, Едуин Ходж, Франсоа Сивил, Марион Ламбърт и Али Мархиар.

## Актьорски състав
| Актьор           | Роля              |
| ---------------- | ----------------- |
| Пердита Уийкс    | Скарлет Марлоу    |
| Бен Фелдман      | Джордж            |
| Едуин Ходж       | Бенджи            |
| Франсоа Сивил    | Папилон           |
| Марион Ламберт   | Сукси             |
| Али Мархиар      | Зед               |
| Пабло Никомедес  | Ла Тауп           |
| Роджър Ван Хул   | Бащата на Скарлет |
| Самуел Ауизерате | Дани              |

## В България
В България филмът е пуснат по кината на 12 септември 2014 г. от „Форум Филм България“.
На 19 януари 2015 г. е издаден на DVD от „А Плюс Филмс“.
На 22 декември 2018 г. е излъчен премиерно по „Би Ти Ви Синема“ в 23:30 ч. Българският дублаж е записан в стдио „Медиа Линк“. Екипът се състои от:
| Озвучаващи артисти  | Ирина Маринова Василка Сугарева Тодор Георгиев Димитър Ангелов Георги Стоянов |
| Преводач            | Елена Илиева                                                                  |
| Тонрежисьор         | Александър Маринов                                                            |
| Режисьор на дублажа | Мария Ангелова                                                                |